# 떼

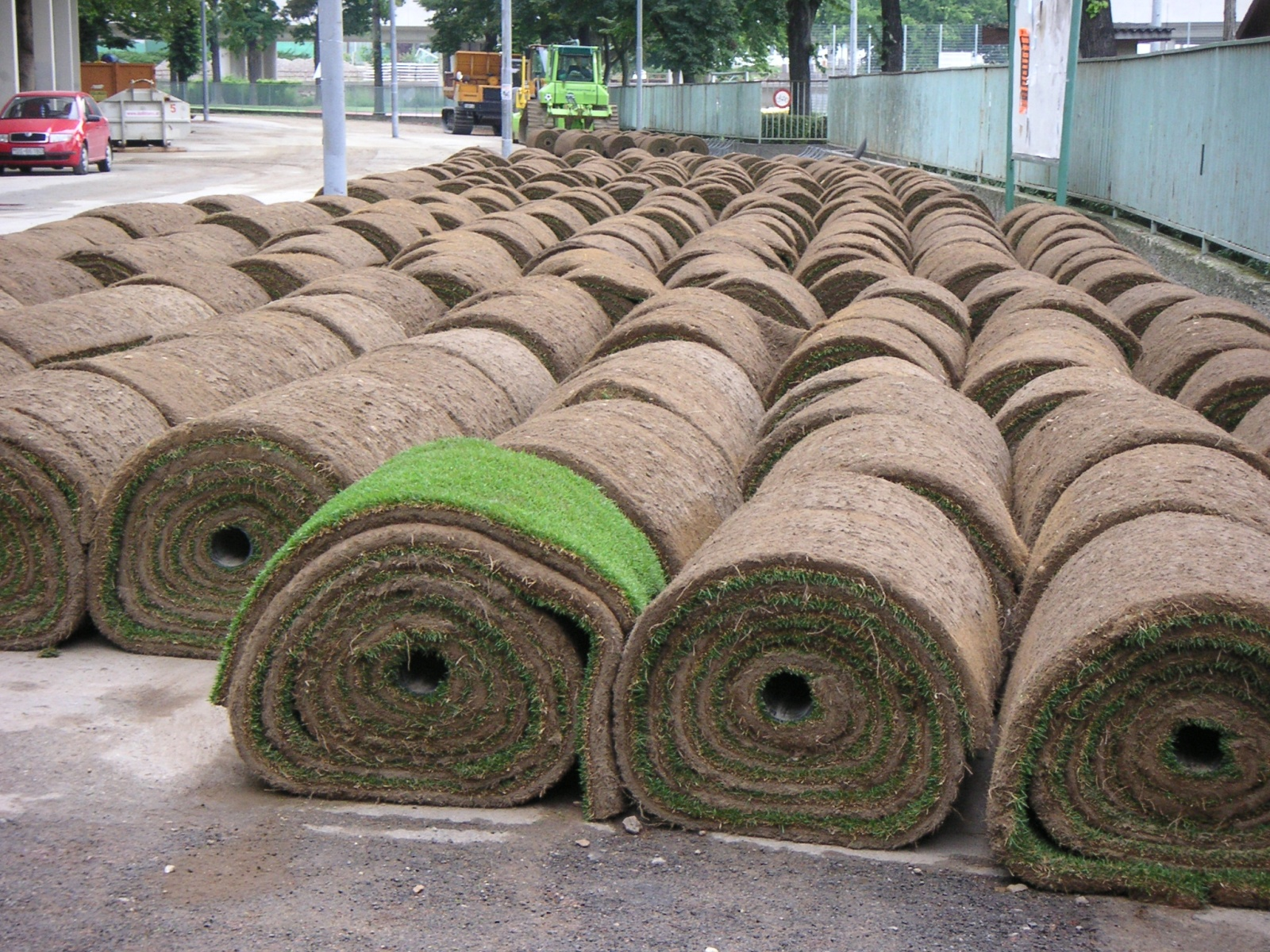

떼(turf 또는 sod)는 풀뿌리가 붙어 있는 상태로 퍼낸 흙, 또는 흙이 붙어있는 상태로 퍼낸 풀이다. 떼는 잔디가 자라는 토양의 상층이며 종종 롤(roll) 형태로 수확된다.
영국과 호주 영어에서 떼의 영단어 sod는 더 일반적으로 turf로 알려져 있으며 "sod"라는 단어는 주로 농업적 의미에 국한된다.

## 이용
떼는 일반적으로 전 세계의 잔디밭, 골프 코스 및 스포츠 경기장에 사용된다. 주거용 건축에서 잔디를 빨리 만들고 토양 침식을 피하기 위해 그것을 사용하는 조경사, 주택 건설업자 또는 주택 소유자에게 판매된다. 떼는 죽은 잔디, 골프 코스 또는 운동장의 작은 영역을 수리하는 데 사용할 수 있으며 씨앗에서 잔디를 다시 자라게 하는 것보다 더 빠른 대안으로 사용된다. 떼는 또한 냉각 효과를 높이고 공기와 수질을 개선하며 배수를 통해 홍수 예방에 도움이 된다.
떼의 설치에는 다양한 유형의 잔디가 사용된다.

## 같이 보기
- 기공식
- 이탄